# Decaisnina sumbawensis
Decaisnina sumbawensis là một loài thực vật có hoa trong họ Loranthaceae. Loài này được (Tiegh.) Barlow mô tả khoa học đầu tiên năm 1993.